# Xia (Königreich)
Das Königreich Xia (夏) wurde im Jahr 407 n. Chr. von Liu Bobo eingerichtet, der sich vom Herrscher des Stammes Tiefu (chinesisch 鐵弗 / 铁弗, Pinyin Tiěfú) zum König aufschwang. Das Reich Xia zählt zu den Sechzehn Reichen der chinesischen Geschichte. Liu Bobo änderte seinen Familiennamen zu Hèlián (赫連).
Auch wenn das Reich Xia nur bis 431 bestand, war seine Hauptstadt Tongwa (auf dem Ordos-Plateau) eine stark befestigte Stadt und ein kulturelles Zentrum. Noch während der Song-Dynastie war in Tongwa eine Grenzgarnison stationiert. Die Ruinen der Stadt befinden sich in der heutigen Inneren Mongolei.

## Herrscher der Tiefu und von Xia
Die Herrscher von Xia nannten sich „Kaiser“.
| Tempelname              | Postumer Titel | Geburtsname               | Regierungszeit | Äranamen                                                                                         |
| ----------------------- | -------------- | ------------------------- | -------------- | ------------------------------------------------------------------------------------------------ |
| Stammesführer der Tiefu |                |                           |                |                                                                                                  |
| nicht existent          | nicht existent | 劉去卑 Liú Qùbēi          | 260–272        | nicht existent                                                                                   |
| nicht existent          | nicht existent | 劉誥升爰 Liú Gàoshēngyuán | 272–309        | nicht existent                                                                                   |
| nicht existent          | nicht existent | 劉虎 Liú Hǔ               | 309–341        | nicht existent                                                                                   |
| nicht existent          | nicht existent | 劉務恒 Liú Wùhéng         | 341–356        | nicht existent                                                                                   |
| nicht existent          | nicht existent | 劉閼陋頭 Liú Èlòutóu      | 356–358        | nicht existent                                                                                   |
| nicht existent          | nicht existent | 劉悉勿祈 Liú Xīwùqí       | 358–359        | nicht existent                                                                                   |
| nicht existent          | nicht existent | 劉衛辰 Liú Wèichén        | 359–391        | nicht existent                                                                                   |
| nicht existent          | nicht existent | 劉勃勃 Liú Bóbó           | 391–407        | nicht existent                                                                                   |
| Herrscher von Xia       |                |                           |                |                                                                                                  |
| Shìzǔ (世祖)            | Wǔliè (武烈)   | 赫連勃勃 Hèlián Bóbó      | 407–425        | Lóngshēng (龍升) 407–413 Fèngxiáng (鳳翔) 413–418 Chāngwǔ (昌武) 418–419 Zhēnxīng (真興) 419–425 |
| nicht existent          | nicht existent | 赫連昌 Hèlián Chāng       | 425–428        | Chéngguāng (承光) 425–428                                                                        |
| nicht existent          | nicht existent | 赫連定 Hèlián Dìng        | 428–431        | Shèngguāng (勝光) 428–431                                                                        |